# Кубок мира по горному бегу 1985
Первый Кубок мира по горному бегу прошёл 21 и 22 сентября 1985 года в деревне Сан-Виджилио-ди-Мареббе (провинция Больцано, Италия). Разыгрывались 9 комплектов наград: по четыре в индивидуальном и командном первенствах (мужчины на короткой и длинной дистанции, женщины и юниоры до 20 лет), а также в общем зачёте по итогам трёх мужских забегов. Среди юниоров могли выступать спортсмены 1966 года рождения и моложе.
Турнир стал первым крупным турниром, проведённым Международным комитетом горного бега (создан в 1984 году). Соревнования состоялись в Доломитовых Альпах и заняли два дня. В субботу на старт вышли мужчины на короткой дистанции (8,5 км), женщины и юниоры (6 км). Они преодолевали трассу с профилем «вверх-вниз», проложенную в окрестностях Сан-Виджилио. Всем участникам нужно было пробежать два круга, имевших различную длину для мужчин и женщин с юниорами. В воскресенье был проведён забег на длинную дистанцию (14,6 км) у мужчин с профилем «вверх», где спортсмены взбирались на гору Кронплац.
Соревнования прошли в жаркую погоду. На старт вышли 111 бегунов (62 мужчины, 26 женщин и 23 юниора) из 11 стран мира. Каждая страна могла выставить до 4 человек в каждый из забегов. Сильнейшие в командном первенстве определялись по сумме мест трёх лучших участников. По сумме командных результатов у мужчин и юниоров выявлялись призёры общего зачёта.
Первой чемпионкой среди женщин стала 16-летняя Оливия Грюнер из ФРГ, вслед за которой финишировали три представительницы Италии. Англичанин Кенни Стюарт после победы на короткой дистанции оказался одним из немногих, кто на следующий день вновь вышел на старт: в забеге на Кронплац он также оказался высоко, заняв пятое место и уступив только более свежим соперникам. Чемпионский титул в главном забеге Кубка взял хозяин соревнований Альфонсо Валличелла, опередивший на 9 секунд австрийца Хельмута Штульпфаррера.
Первый Кубок мира по горному бегу показал заметное превосходство спортсменов из Италии в этой дисциплине лёгкой атлетики. Они выиграли все пять командных первенств, а также 7 из 12 медалей в личных забегах, в том числе 2 из 4 золотых.

## Медалисты
Курсивом выделены участники, чей результат не пошёл в зачёт команды.

### Мужчины
| Дисциплина                               | Золото | Золото   | Серебро | Серебро  | Бронза | Бронза   |
| ---------------------------------------- | --- | -------- | --- | -------- | --- | -------- |
| 8,5 км перепад высот: +400 м −400 м      | Кенни Стюарт Англия | 32.59    | Маурицио Симонетти Италия | 33.29    | Луиджи Бортолуцци Италия | 33.30    |
| 8,5 км (команды)                         | Италия · Маурицио Симонетти · Луиджи Бортолуцци · Джамбаттиста Сканци · Стефано Визини | 9 очков  | Англия · Кенни Стюарт · Рэй Оуэн · Шон Ливси · Джон Броксап | 18 очков | Швейцария · Фриц Эби · Тони Хельд · Андреас Дахинден · Рафаэль Ролли                                                                               | 26 очков |
| 14,6 км перепад высот: +1082 м           | Альфонсо Валличелла Италия | 1:06.54  | Хельмут Штульпфаррер Австрия | 1:07.04  | Фаусто Бонци Италия | 1:09.41  |
| 14,6 км (команды)                        | Италия · Альфонсо Валличелла · Фаусто Бонци · Клаудио Сими · Привато Пеццоли | 8 очков  | Швейцария · Беат Имхоф · Ханс-Петер Непфлин · Фриц Хени · Даниэль Шефер | 23 очка  | ФРГ Райнхольд Майер Херберт Франке Зигфрид Блум Густав Фришман                                                                                     | 34 очка  |
| Юниоры 6 км перепад высот: +336 м −336 м | Джамбаттиста Лиццоли Италия | 22.56    | Робин Бергстранд Англия | 23.42    | Майка Уилсон Англия | 23.54    |
| Юниоры 6 км (команды)                    | Италия · Джамбаттиста Лиццоли · Эмилиано Милези · Франко Наица · Исидоро Каванья | 12 очков | Англия · Робин Бергстранд · Майка Уилсон · Шон Уиллис | 20 очков | Швейцария · Доминик Хумбель · Дидье Фаттон · Михаэль Штайнер · Оливер Мартинес                                                                     | 26 очков |
| Общий зачёт (мужчины+юниоры)             | Италия · Маурицио Симонетти · Луиджи Бортолуцци · Джамбаттиста Сканци · Альфонсо Валличелла · Фаусто Бонци · Клаудио Сими · Джамбаттиста Лиццоли · Эмилиано Милези · Франко Наица · Стефано Визини · Привато Пеццоли · Исидоро Каванья | 29 очков | Швейцария · Фриц Эби · Тони Хельд · Андреас Дахинден · Беат Имхоф · Ханс-Петер Непфлин · Фриц Хени · Доминик Хумбель · Дидье Фаттон · Михаэль Штайнер · Рафаэль Ролли · Даниэль Шефер · Оливер Мартинес | 75 очков | Англия · Кенни Стюарт · Рэй Оуэн · Шон Ливси · Хью Симондс · Билл Бланд · Робин Бергстранд · Майка Уилсон · Шон Уиллис · Джон Броксап · Боб Ашуорт | 83 очка  |

### Женщины
| Дисциплина                        | Золото                                                                            | Золото  | Серебро                                                        | Серебро  | Бронза                                                                  | Бронза   |
| --------------------------------- | --------------------------------------------------------------------------------- | ------- | -------------------------------------------------------------- | -------- | ----------------------------------------------------------------------- | -------- |
| 6 км перепад высот: +336 м −336 м | Оливия Грюнер ФРГ                                                                 | 26.21   | Кьяра Сапоретти Италия                                         | 26.36    | Гуидина Даль Сассо Италия                                               | 26.43    |
| 6 км (команды)                    | Италия · Кьяра Сапоретти · Гуидина Даль Сассо · Валентина Боттарелли · Соня Бассо | 9 очков | ФРГ Оливия Грюнер Кристиана Фладт Аннемари Грюнер Урсула Урбан | 18 очков | Швейцария · Эроика Штауденман · Габи Шюц · Маргрит Висс · Катрин Мюллер | 27 очков |

## Медальный зачёт
Медали завоевали представители 5 стран-участниц.
 Принимающая страна
| Место | Страна    | Золото | Серебро | Бронза | Всего |
| ----- | --------- | ------ | ------- | ------ | ----- |
| 1     | Италия    | 7      | 2       | 3      | 12    |
| 2     | Англия    | 1      | 3       | 2      | 6     |
| 3     | ФРГ       | 1      | 1       | 1      | 3     |
| 4     | Швейцария | 0      | 2       | 3      | 5     |
| 5     | Австрия   | 0      | 1       | 0      | 1     |
| Всего | Всего     | 8      | 8       | 8      | 24    |